# Drakoncjusz
Drakoncjusz (V/VI wiek) – łaciński poeta z Kartaginy. Wtrącony do więzienia przez Guntamunda, króla Wandalów, za pochwałę cesarza bizantyjskiego. Autor dzieł świeckich: Zadośćuczynienia (Satisfactio), Pieśni rzymskich (Romulea), Tragedii Orestesa (Orestis tragoedia), oraz religijnego pt. Pochwała Boga (Laudes Dei). To ostatnie dzieło jest poematem ku czci Boga Stwórcy napisanym heksametrem w trzech księgach i opartym na parafrazach biblijnych.